# شعري القمة
شعري القمة أو أكروكوميا (الاسم العلمي: Acrocomia)، جنس من أشجار النخيل موطنها الأصلي المناطق الاستوائية الجديدة، والتي تمتد من المكسيك في الشمال، عبر أمريكا الوسطى ومنطقة البحر الكاريبي، ومن خلال أمريكا الجنوبية جنوبًا إلى الأرجنتين.
أصل التسمية إغريقي ومكون من كلمتين، akron، وتعني القمة، وkome، وتعني شعر، في إشارة إلى التاج العالي للأوراق.